# Madi Saad Belkher
Madi Saad Belkher (ur. 4 lutego 1978) – piłkarz libijski grający na pozycji pomocnika. Mierzy 191 cm wzrostu.

## Kariera klubowa
Belkher jest zawodnikiem klubu Al-Hilal Bengazi.

## Kariera reprezentacyjna
W 2006 roku Belkher został powołany do kadry Libii na Puchar Narodów Afryki 2006, na którym był rezerwowym i nie rozegrał żadnego spotkania.